# Paul Gurran
Friedrich Paul Gurran (* 11. Januar 1893 in Alt Zauche, Kreis Lübben; † 22. April 1944 bei Majewo, westlich von Welikije Luki) war ein deutscher Offizier, zuletzt Generalleutnant im Zweiten Weltkrieg.

## Leben
Paul Gurran ging 1908 als Freiwilliger an die Unteroffiziervorschule Annaburg und diente als Offizier im Ersten Weltkrieg. Im Grenadier-Regiment 12 wurde er am 1. April 1919 zum Leutnant befördert.
Nach dem Weltkrieg diente er in der Reichswehr. 1928 war er als Oberleutnant (Beförderung am 1. Juni 1924) in der 9. Kompanie des 2. Infanterie-Regiments. 1930 war er dort als Hauptmann, ab 1. Februar 1929 in diesem Dienstgrad, im Stab. 1935 wurde er Major.
Von Oktober 1937 an war er in der Wehrmacht als Oberstleutnant (ab 1. März 1938) Kommandeur von der III./45. Infanterie-Regiment bei der 21. Infanterie-Division. Mit der Division nahm er am Überfall auf Polen teil. Am 1. Februar 1941 wurde er in der Position zum Oberst befördert. Ab 6. Februar 1940 war er Kommandeur des neu aufgestellten Infanterie-Regiments 506 bei der 291. Infanterie-Division, mit welcher er den Beginn des Russlandfeldzugs miterlebte. Vom 11. November 1942 bis Anfang 1943 war er an der Kompanie- und Batterieführerschule der Heeresgruppe Nord in Reval.
Er kommandierte im Zweiten Weltkrieg unter anderem die 23. Infanterie-Division vom 1. September 1943 bis zu seiner Verwundung. Im Oktober 1943 folgte seine Beförderung zum Generalmajor. Aus diesem Infanterie-Regiment 9 der Division gingen eine Reihe von Widerstandskämpfern hervor. Im Januar 1944 verweigerte Gurran ohne Kenntnisse des Attentatsplan seinem Untergebenen Axel von dem Bussche, der bei einer Uniformvorführung vor Hitler eine Handgranate zünden wollte, die Teilnahme daran mit dem Hinweis, dass Bataillonskommandeure „nicht als Mannequins“ auftreten sollten.
Gurran wurde am 22. Februar 1944 bei einem Luftangriff durch Splitter verwundet und starb am 22. April 1944 im Lazarett nahe Majewo (Russland), wo die Abwehrkämpfe der Division stattfanden. Im März 1944 war er noch nachträglich zum 1. Februar 1943 zum Generalleutnant befördert worden.
Gurran war verheiratet mit Irmgard, geb. Begrich, Cousine der Theologen Joachim Begrich und Martin Begrich. Aus der Ehe gingen zwei Söhne hervor. Nach dem Krieg 1945 soll Irmgard Gurran erst ihre Söhne und dann sich erschossen haben. Im Januar 1953 wird sie aber als vermisst gesucht.

## Auszeichnungen (Auswahl)
- Eisernes Kreuz (1914) II. und I. Klasse[10]
- Spange zum Eisernen Kreuz II. und I. Klasse
- Ritterkreuz des Eisernen Kreuzes am 12. September 1941[11]